# Kim Sae-ron
Kim Sae-ron (en hangul,김새론; hanja: 金賽綸; Seúl, 31 de julio de 2000-Seúl, 16 de febrero de 2025) fue una actriz surcoreana.

## Biografía y carrera

### 2000-2019: primeros años
Kim Sae-ron nació el 31 de julio de 2000 en Seúl. Tuvo dos hermanas menores, Ah-ron y Ye-ron, quienes también son actrices.
Kim comenzó su carrera en 2001, haciendo su debut como modelo infantil.
Asistió a la Escuela Elemental Miyang en Seúl, y se graduó de la Escuela Media Yang-il en Ilsan en febrero de 2016. Entonces empezó a asistir a la Escuela de Artes escénicas de Seúl.

### 2009-2022: inicios actorales y ascenso
A finales de diciembre de 2019 se anunció que se había unido a la agencia Gold Medalist.
Previamente fue miembro de la agencia YG Entertainment de noviembre del 2016 hasta noviembre de 2019, luego de que decidiera no renovar su contrato.
Empezó su carrera cuándo tenía nueve años y se convirtió en una estrella infantil popular a través de las películas A Brand New Life (2009) y El hombre sin pasado (2010).
Cuando se hizo adolescente, obtuvo roles más importantes, como el de protagonista en la película Un monstruo en mi puerta (2014).
También protagonizó series como Can You Hear My Heart (2011), The Queen's Classroom (2013) y Hi! School-Love On (2014).
Su primer personaje adulto fue en la serie Mirror of the Witch (2016), donde interpretó a la Princesa Seo-ri.

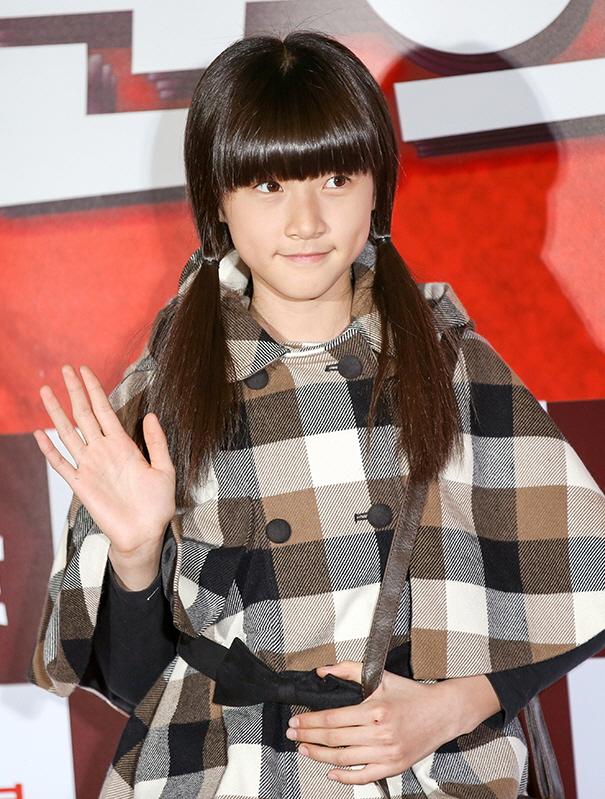
Kim en diciembre de 2012

En abril de 2019 se anunció que se uniría al elenco de la cuarta temporada del melodrama Love Playlist, donde daría vida a Ji Min, una ambiciosa estudiante de primer año que se especializa en economía en la Universidad de Seo Yeon y que es muy honesta cuando se trata del amor.

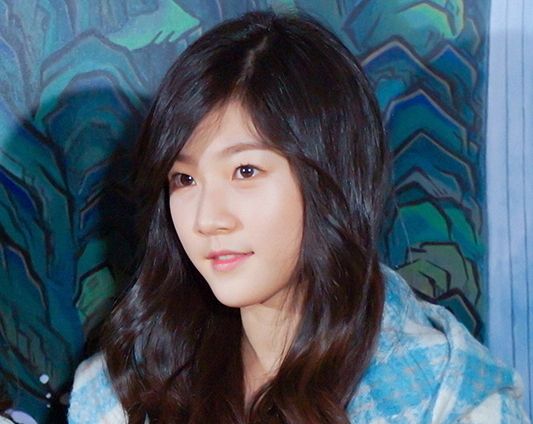
Kim en febrero de 2014

El 13 de octubre del mismo año se unió al elenco de la serie Leverage, donde dio vida a Go Na-byul, un miembro del equipo y una ladrona imprudente y luchadora, hasta el final de la serie el 8 de diciembre del mismo año.
En septiembre del 2020, a pesar de que se había anunciado que se había unido al elenco principal del spin-off de Love PlayList, Dear M, donde volvería a interpretar a Seo Ji-min, en octubre del mismo año se anunció que Sae-ron había decidido dejar la serie debido a diferencias con el equipo de producción.
El 30 de julio de 2021 se unió al elenco principal de la serie The Great Shaman Ga Doo-shim (también conocida como «Excellent Shaman Ga Doo Shim») donde dio vida a Ga Doo-shim, una joven de 18 años, que desea vivir como una típica estudiante de secundaria, pero que nace con el destino de convertirse en chamán que lucha contra espíritus malignos.
En agosto del mismo año se anunció que se había unido al elenco del drama especial Women of the Palace, donde interpretó a So Ssang, una asistente con 14 años de experiencia trabajando en el palacio.

### 2022-2023: incidente en mayo de 2022 y consecuencias
En noviembre del mismo año se anunció que se había unido a la serie Sabuesos para interpretar el papel de Hyun-joo, una joven que se une a otros dos coetáneos para levantar un negocio de préstamos. Sin embargo, en mayo de 2022 la actriz fue sorprendida por la policía cuando provocó un accidente mientras conducía en estado de ebriedad. El choque de su vehículo contra un transformador provocó el corte de electricidad en viviendas y comercios de los alrededores durante unas horas. Aunque pidió disculpas públicamente tanto a través su agencia como directamente, mediante un mensaje escrito a mano en su cuenta de Instagram, el escándalo consiguiente provocó que Netflix decidiera sustituirla por Jung Da-eun, a pesar de que ya se había rodado buena parte de las escenas y la sustitución exigiría cambios en el guion. En abril de 2023, sin embargo, fuentes de la producción comunicaron que no se habían eliminado las escenas rodadas por Kim.

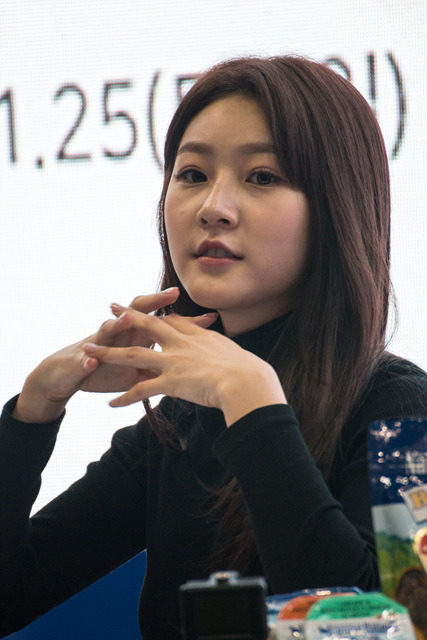
Kim en noviembre de 2017

Por otra parte, tuvo que retirarse asimismo de la serie El tranvía apenas comenzado el rodaje. La casa productora Studio S la sustituyó por Jung Soo-bin.
La actriz se vio obligada a pagar indemnizaciones a los damnificados; sin dinero para ello, su agencia tuvo que adelantarlo, por lo que se convirtió en deudora de esta. En noviembre de 2022 se informó de que estaba trabajando a tiempo parcial en un café de Gangnam, propiedad de amigos suyos. La que era entonces su agencia, Gold Medalist, confirmó esta noticia. Además, su reputación sufrió un nuevo revés cuando se hizo público que unos dos meses después del accidente había invitado a sus amigos a una fiesta con alcohol para celebrar su cumpleaños. Kim se encontraba sin ingresos ni previsión de tenerlos en un futuro próximo por causa del escándalo causado, que la alejaba de las audiciones.
El 8 de marzo de 2023 la actriz compareció ante el juez en la primera audiencia por cargos contra la Ley de Tráfico Vial; el fiscal pidió una multa de veinte millones de wones. El abogado defensor alegó que la actriz había abandonado el consumo de alcohol, vendido el coche e indemnizado a los afectados por el accidente. También expresó que está pasando por dificultades económicas debido a estos pagos, sumados a las compensaciones por resolución de contratos publicitarios y de interpretación.
El 5 de abril sucesivo el juez del Tribunal del Distrito Central de Seúl acogió la petición del fiscal: la actriz fue condenada a pagar una multa de veinte millones de wones, considerando que había admitido su culpa y carecía de antecedentes penales.
Una consecuencia más del accidente fue la decisión de Gold Medalist de no renovar el contrato de representación con la actriz cuando este expiró, en diciembre de 2022.

### 2023: trayectoria posterior
Después de más de dos años alejada de la industria del cine y la televisión, Kim terminó el rodaje del filme Guitar Man en noviembre de 2024, con el que planeaba volver a su profesión. Este fue su papel póstumo.

## Muerte
El 16 de febrero de 2025, un amigo encontró el cuerpo de Kim en su casa, ubicada en el distrito de Seongdong, en Seúl. La policía anunció que estaba investigando las causas de la muerte, pero que no había signos de violencia ni de intrusión en la vivienda. Al día siguiente, la policía dictaminó que se había suicidado.
Luego de su fallecimiento, se hicieron públicas algunas circunstancias de su vida transcurrida en sus últimos meses: según algunos de sus conocidos, había cambiado recientemente su nombre adoptando el de Kim A-im con el propósito de volver a trabajar como actriz, tras el incidente de mayo de 2022. De hecho, había completado el rodaje de una película, Guitar Man, en noviembre de 2024. Además, se estaba preparando para abrir un café con algunos socios.

## Filmografía

### Series de televisión
| Año  | Título                       | Papel                          | Canal           | Ref.          |
| ---- | ---------------------------- | ------------------------------ | --------------- | ------------- |
| 2011 | Can You Hear My Heart?       | Bong Woo-ri                    | MBC             |               |
| 2011 | Heaven's Garden              | Kang Eun-soo                   | Canal Un        | [ 46 ]        |
| 2012 | Rey de moda                  | Lee Ga-young                   | SBS             |               |
| 2012 | Necesito Romance 2012        | Yoon Gi-hyun (cameo)           | tvN             | [ 47 ]        |
| 2012 | Mom Is Acting Up             | Park Sae-ron                   | MBC             | [ 48 ]        |
| 2012 | Missing You                  | Bo-ra (voz cameo, episodio 11) | MBC             | [ 49 ]        |
| 2013 | The Queen's Classroom        | Kim Seo-hyun                   | MBC             |               |
| 2014 | Hi! School: Love On          | Lee Seul-bi                    | KBS2            |               |
| 2015 | Snowy road                   | Kang Young-ae                  | KBS1            | [ 50 ] [ 51 ] |
| 2015 | Tentación glamurosa          | Shin Eun-soo                   | MBC             | [ 52 ] [ 53 ] |
| 2016 | El espejo de la Bruja        | Princesa Seo-ri / Yeon-hee     | jTBC            | [ 54 ]        |
| 2019 | Leverage                     | Go Na-byul                     | TV Chosun       |               |
| 2020 | Nobody Knows                 | Cha Young-jin (de joven)       | SBS             | [ 55 ]        |
| 2021 | The Great Shaman Ga Doo-shim | Ga Doo-shim                    | Kakao TV (Daum) |               |
| 2021 | Drama Special – «The Palace» | Sossang                        | KBS2            | [ 56 ]        |

### Series web
| Año  | Título            | Título original        | Papel                                                 | Sitio web                   | Ref.          |
| ---- | ----------------- | ---------------------- | ----------------------------------------------------- | --------------------------- | ------------- |
| 2015 | To Be Continued   | 투 비 컨티뉴드         | Jung Ah-rin                                           | Naver Reparto de televisión |               |
| 2019 | Love Playlist S4  | 연애플레이리스트 시즌4 | Seo Ji-min                                            | Naver TV Cast, VLive        | [ 57 ] [ 58 ] |
| 2022 | Besos y presagios | 키스 식스 센스         | Protagonista de la película Haru (aparición especial) | Disney+                     | [ 59 ] [ 60 ] |
| 2023 | Sabuesos          | 사냥개들               | Cha Hyeon-ju                                          | Netflix                     | [ 28 ] [ 61 ] |

### Películas
| Año  | Título                        | Papel                      | Ref.         |
| ---- | ----------------------------- | -------------------------- | ------------ |
| 2009 | A Brand New Life              | Jin-hee                    |              |
| 2010 | El hombre sin pasado          | Jung Tan-mi                | [ 8 ] [ 62 ] |
| 2011 | I Am a Dad                    | Han Min-ji                 |              |
| 2012 | Barbie                        | Soon-young                 |              |
| 2012 | El Vecino                     | Yoo Soo-yeon / Yeo-seon    |              |
| 2014 | Manshin: Ten Thousand Spirits | Kim Geum-hwa (adolescente) | [ 63 ]       |
| 2014 | Un monstruo en mi puerta      | Sol-hee                    | [ 9 ]        |
| 2014 | Manhole                       | Soo-jung                   |              |
| 2016 | The Great Actor               | Cameo                      | [ 64 ]       |
| 2017 | Snowy Road                    | Kang Yeong-ae              |              |
| 2018 | The Villagers                 | Kang Yoo-jin               | [ 65 ]       |
| 2022 | Everyday, We                  | Han Yeo-wool               | [ 66 ]       |
| —    | Guitar Man                    |                            | [ 37 ]       |

### Anfitriona
| Año         | Título           | Red | Notas                                                                   |
| ----------- | ---------------- | --- | ----------------------------------------------------------------------- |
| 2015 - 2017 | Show! Music Core | MBC | coanfitriona principal, junto a Kim Min-jae, Cha Eun-woo, y Lee Soo-min |

### Programas de variedades
| Año  | Título           | Notas                                   |
| ---- | ---------------- | --------------------------------------- |
| 2013 | Inmortal Songs 2 | (ep. #91) - junto a Kim Da-hyun y Chani |
| -    | Rising Star      | junto a Chani y Seo Young-joo           |

### Aparición en videos musicales
| Año  | Intérpretes    | Canción                        | Notas                 |
| ---- | -------------- | ------------------------------ | --------------------- |
| 2021 | Yoon Jong-shin | «Graduation Tears» (졸업 눈물) | junto a Kim Young-dae |

## Discografía
| Año  | Título de canción | Álbum         |
| ---- | ----------------- | ------------- |
| 2012 | «La Frase» (귀가) | El Vecino OST |

## Premios y nominaciones
| Año  | Categoría                               | Premio          | Trabajo    | Resultado |
| ---- | --------------------------------------- | --------------- | ---------- | --------- |
| 2021 | Best Actress in Drama Special/TV Cinema | KBS Drama Award | The Palace | Ganó      |